# Grácie
Charitky (v římské mytologii Grácie z latinského Gratiae) jsou v řecké mytologii dcery nejvyššího boha Dia a Ókeanovny Eurynomé (podle jiné verze dcery boha slunce Hélia a najády Aigly). Jsou to bohyně půvabu a krásy. Jsou tři:
- Aglaia je nejmladší, nazývána „Skvělá“ nebo „zářící krásou“. Některé zdroje uvádějí, že je Asklépiovou dcerou a později Héfaistovou manželkou.
- Eufrosyné – „Dobromyslná“ nebo „Blaženost“. Je také bohyní radosti, ztělesněním půvabu a krásy.
- Thálie (Thaleia) – „Kvetoucí“, je bohyní hostin a slavností, v té souvislosti označována jako „bohatá“ nebo „hojná, vydatná“

Známa jsou i další jména:
- Charis – manželka boha ohně Héfaista
- Pásithea – stala se manželkou boha spánku Hypna
- Kléta a Faenna – byly uctívané ve Spartě
- Thalló, Auxó a Hégemoné – byly uctívané v Athénách

Charitky jsou půvabné, líbezné a milé, laskavé k lidem i bohům, lidem poskytují mnohá dobrodiní. Téměř vždy se vyskytují ve společnosti jiných bohů, zejména Afrodíty, Dionýsa, Apollóna a Múz. Ochraňují průběh slavností a hostin. Obzvláště však dbají o krásu umění.
Byly ctěny jako ostatní bohyně, měly i své chrámy, např. v Orchomenu. Byly zobrazovány jako půvabné a tančící dívky, s touto symbolikou:
- Vždy ve trojici – jsou tři druhy dobrodiní (dát, přijmout, vrátit)
- Drží se vždy za ruce – dobrodiní jako řetěz přechází z ruky do ruky
- Vyjadřují radost – tou se těší ten, kdo dává i ten, kdo přijímá
- Jsou mladé – vzpomínka na dobrodiní nemá zestárnout
- Mají průsvitné roucho – dobrodiní se nebojí pohledu

## Odraz v umění

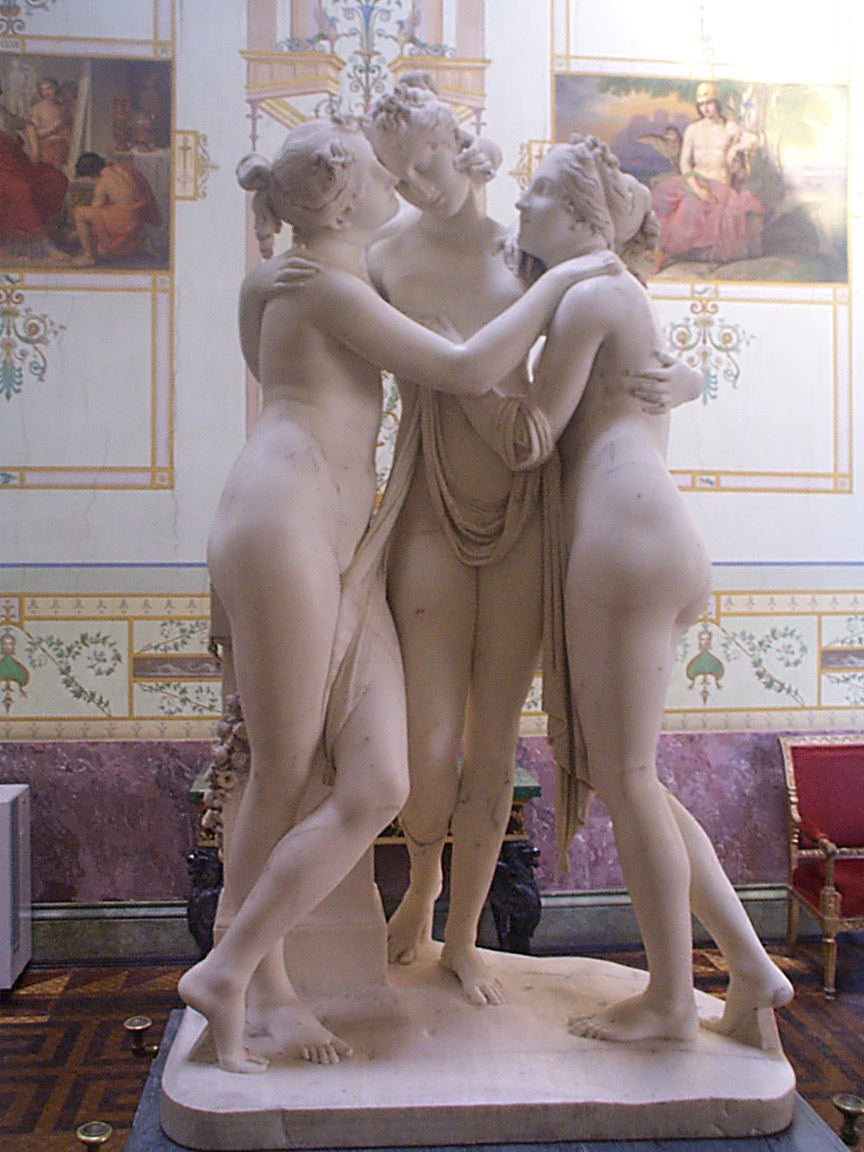
Tři Grácie od Antonia Canovy

Podoba Charitek se zachovala na velkém počtu uměleckých děl – sochách, reliéfech, vázových malbách:
- Sousoší Tři Grácie je římská práce z 3. až 2. stol. př. n. l.), je ve Vatikánském muzeu a v pařížském Louvru
- Další sousoší stálo u vchodu k Athénské Akropoli, podle Pausania prý bylo dílem filosofa Sokrata, který byl původním povoláním sochař; bohužel se nedochovalo
- Tři Grácie (Lednicko-valtický areál)